# Mahindra MGP3O
La Mahindra MGP3O è una motocicletta da competizione che compete nella classe Moto3 del motomondiale, sviluppata grazie ai finanziamenti della Mahindra.
Dal 2016 questa moto oltre che essere portata in gara dalla Mahindra stessa verrà utilizzata dalla Peugeot con il nome di "Peugeot MGP3O".

## Descrizione
Il primo modello della Mahindra MGP3O venne prodotto dalla Engines Engineering utilizzando il motore Oral Engineering (motore studiato anche per essere utilizzato sui vecchi telai Aprilia RSV 125) e venne utilizzata per il campionato 2012, il telaio è un traliccio, l'impianto frenante è monodisco sia all'anteriore che al posteriore, la carenatura è molto rastremata nella zona inferiore, in modo analogo alla motocicletta della precedente classe 125, la Mahindra 125, mentre la presa d'aria presente sul cupolino è divisa in due e percorre il cannotto di sterzo
Dal 2013 la moto venne sviluppata dalla Suter, questo ha determinato un cambiamento del telaio che diventa un bitrave in alluminio, il motore viene sostituito con una nuova unità e la carenatura subisce delle variazioni, tra cui la presa d'aria che ora non è divisa, mentre rimane la soluzione del passaggio d'aria attraverso il cannotto di sterzo, inoltre si passa da un impianto frenante anteriore monodisco a un bidisco.